# Morzycz
Morzycz (Morzyc) – jezioro wytopiskowe na Pojezierzu Kaszubskim w gminie Linia, w powiecie wejherowskim województwa pomorskiego, na północ od Niepoczołowic. Do 1 września 1939 roku na zachód od jeziora przebiegała granica polsko-niemiecka.
Ogólna powierzchnia: 7,5 ha